# Glenea rufuloantennata
Glenea rufuloantennata là một loài bọ cánh cứng trong họ Cerambycidae.